# PUC TV Goiás
PUC TV Goiás é uma emissora de televisão brasileira da cidade de Goiânia, capital do estado de Goiás. Opera no canal 24 (22 UHF digital). O canal pertence a Pontifícia Universidade Católica de Goiás.

## História
A PUC TV foi fundada em 27 de junho de 2007, como UCG TV, com afiliação a TV Aparecida de São Paulo, sendo transmitida pelo canal 24 e cobrindo toda Região Metropolitana de Goiânia.
A proprietária PUC Goiás obteve autorização pelo Diário Oficial da União, em 22 de março, para mudar o nome para PUC TV Goiás já em 8 de abril, quando terá toda a programação e a direção mudadas, inclusive serviços oferecidos pela instituição à comunidade, como a gráfica e a livraria. As mudanças refletem reconhecimento internacional da universidade pelo Vaticano como Pontifícia, título recebido oficialmente em 2009. Sucessora da UCG TV, afiliada à TV Aparecida, a emissora foi criada em 8 de abril de 2012.
A PUC TV tem uma programação bastante diversificada, com várias produções locais no entretenimento, jornalismo, esporte, missas e programas religiosos. 
A equipe de Esportes da PUC TV, com o programa PUC TV Esportes, além da ampla cobertura do futebol local se destaca ao longo do tempo com coberturas marcantes como as Copa dos Mundo de 2014 no Brasil e a de 2018 na Rússia, nos Jogos Olímpicos do Rio de Janeiro em 2016, nas edições da Copa América 2019 e 2021, no mundial de Clubes no Qatar 2019, em jogos das eliminatórias e amistosos da Seleção Brasileira.
A PUC TV é uma emissora também voltada para o mercado e une o que há de mais moderno em tecnologia, com uma programação diversificada e com diferentes formatos comerciais, que propiciam uma ampla divulgação de produtos e serviços, para consumidores qualificados e bem próximos das informações que a sua empresa deseja repassar-lhes.

## Programas
Além de retransmitir a programação nacional da TV Aparecida, a emissora produz os seguintes programas:
- Novena dos Filhos do Pai Eterno
- Oração por um dia Feliz
- Puc Acontece
- PUC TV Esportes
- TJ Goiás

Junto com a TV Aparecida
- Brasil Esportes
- Vida no Campo

## Ligações Externas
- «Sítio oficial»
- PUC TV Goiás no Facebook
- PUC TV Goiás no Instagram
- PUC TV Goiás no X
- Canal de PUC TV Goiás no YouTube